# ویل راجرز (سیاستمدار اهل اکلاهما)
ویل روجرز (انگلیسی: Will Rogers؛ ۱۲ دسامبر ۱۸۹۸ – ۳ اوت ۱۹۸۳) سیاست‌مدار اهل ایالات متحده آمریکا که عضو مجلس نمایندگان ایالات متحده آمریکا از ایالت اکلاهما بود.